# Franz Rabl
Franz Rabl (* 5. Juni 1928 in Radessen; † 10. Juni 2007 ebenda) war ein österreichischer Politiker (ÖVP).

## Leben
Franz Rabl wurde als Sohn eines Landwirtes in Radessen geboren. 1945 musste er in den Militärdienst der deutschen Wehrmacht eintreten. Zugleich übernahm er den elterlichen Betrieb. 
Franz Rabl war verheiratet und hatte drei Söhne und drei Töchter.

## Politik
Nach einem Engagement im Gemeinderat seit 1955 war er von 1966 bis 1997 Bürgermeister von Ludweis-Aigen. Franz Rabl war von 1964 bis 1988 Landtagsabgeordneter für die ÖVP im Niederösterreichischen Landtag.
Neben verschiedenen Ämtern und Funktionen war er von 1969 bis 2003 Vizepräsident des Niederösterreichischen Zivilschutzverbandes, 1968 bis 1989 war er Hauptbezirksparteiobmann der ÖVP Waidhofen an der Thaya und von 1976 bis 1991 GVV-Bezirksobmann.

## Engagements
1980 wurde Rabl Vizepräsident des Österreichischen Schwarzen Kreuzes und von 1991 bis 2006 dessen Präsident.

## Auszeichnungen
- Komturkreuz der NÖ Landesregierung
- Auszeichnung der Steiermärkischen Landesregierung
- Großes Verdienstkreuz des Verdienstordens der Bundesrepublik Deutschland
- Päpstlicher Orden des Hl. Silvester ("Silvesterorden")
- Ökonomierat.

### Auszeichnungen der Gemeinde
- Ehrenbürgerschaft (1973)
- Goldener Ehrenring (1988)
- Goldene Ehrennadel (2000)

### Auszeichnungen des Österreichischen Schwarzen Kreuzes
- Goldenes Ehrenzeichen (1983)
- Großes Goldenes Ehrenzeichen (1988)
- Großes Goldenes Ehrenzeichen mit dem Stern (1999)

### Auszeichnungen der ÖVP
- ÖVP–GVV-Ehrenobmann Hauptbezirk auf Lebenszeit
- ÖVP-Ehrenobmann auf Lebenszeit (1989)
- Goldener Ehrenring der ÖVP